# 単極電動機

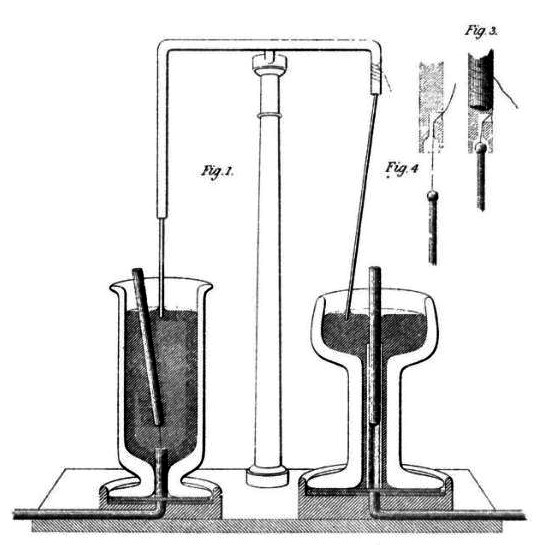
ファラデーの単極電動機

単極電動機は、電気エネルギーを運動エネルギーに変換する初期の電動機。

## 概要
永久磁石の周囲に水銀を配置してその上に導線を配置して直流電流を流すことによって導線が磁石の周囲を回転する。1821年に王立研究所のマイケル・ファラデーによって考案された。通常の電動機では磁界と垂直方向に電流が横切る時に導体にローレンツ力が発生するが、単極電動機では磁石が導体に固定されている場合でも電流を流すと磁石と導体が共に回転する。

## 文献
- パリティ編集委員会 編『続 間違いだらけの物理概念』丸善、1995年3月、123頁。ISBN 9784621040461。
- 青野 修、小出 昭一郎、大槻 義彦『物理学One Point-2　電場・磁場』共立出版、1979年1月、62,81頁。ISBN 9784320031470。
- 中川雅仁「単極モーターの動作原理」『日本物理教育学会誌「物理教育」』第2号、2007年、141-144頁。
- 霜田光一「やさしくて難しい電磁気の実験」『パリティ』第12号、1989年12月、80-83頁。
- 「モーター進化の百年」『大人の科学マガジン』、学研、2008年9月30日、ISBN 978-4056052763。
- 逆瀬川皓一朗『エレクトロニクスライフ』、日本放送出版協会、1994年6月号、78-79頁。
- 逆瀬川皓一朗『エレクトロニクスライフ』、日本放送出版協会、1994年10月号、65-74頁。